# 迪茨赫爾策河
50°44′33.5″N 8°16′34.4″E / 50.742639°N 8.276222°E

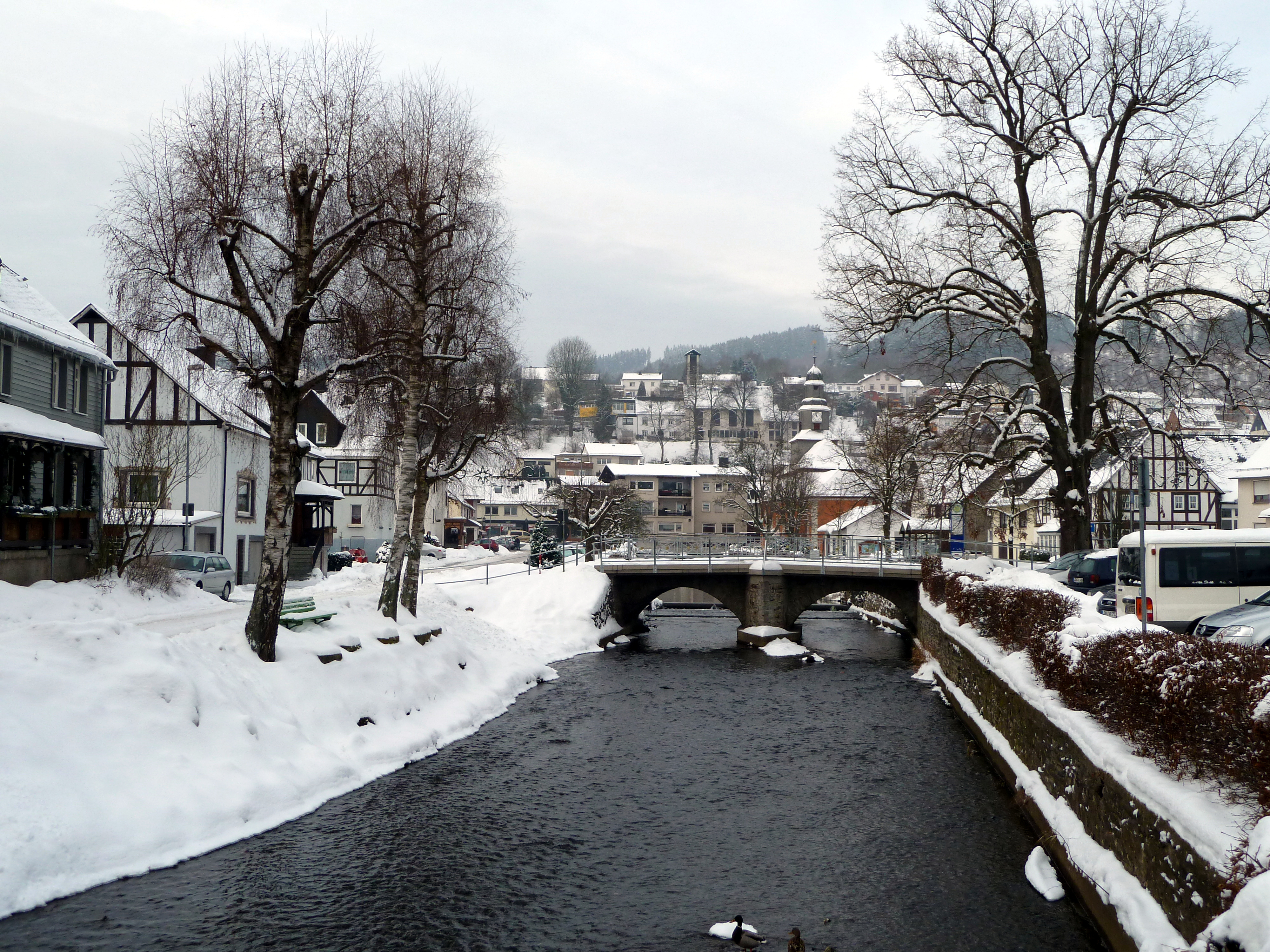

迪茨赫爾策河（德語：Dietzhölze），是德國的河流，位於該國中部，由黑森州負責管轄，屬於迪爾河的支流，河道全長23.7公里，流域面積88.4平方公里，河口處在迪倫堡。